# Anton Walter (Cellist)

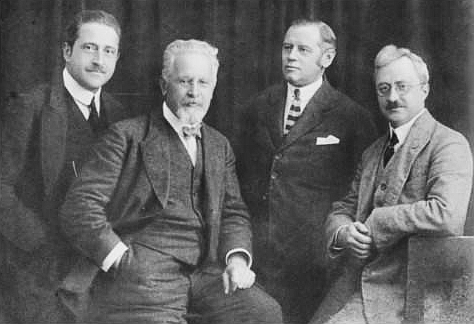
Anton Walter (rechts), Mitglied des Wiener Rosé-Quartetts, ca. 1921

Anton Walter (* 3. April 1883 in Karlsbad; † 25. September 1950 in München) war ein österreichischer Cellist.

## Leben
Von 1896 bis 1901 studierte er Violoncello bei Ferdinand Hellmesberger am Konservatorium der Gesellschaft der Musikfreunde in Wien.
Nach seinem Studium war er zunächst von 1901 bis 1919 Mitglied des Fitzner-Quartetts. Beim Wiener Tonkünstler-Orchester wurde er 1918 Solocellist. Von 1921 bis 1930 spielte er im Rosé-Quartett. Von 1934 bis 1937 war er Mitglied im Münchner Stross-Quartett.
Außerdem war er als Privatlehrer tätig, so unterrichtete er u. a. Emanuel Feuermann. Von 1918 bis 1921 vertrat er Paul Grümmer und Friedrich Buxbaum als Aushilfslehrer an der Wiener Musikakademie. Von 1928 bis 1930 übernahm er am Lutwak-Patonay Konservatorium eine Meisterklasse. 1930 erhielt er eine Professur an der Staatlichen Akademie der Tonkunst in München.
Walter war mit einer Tochter des Wiener Architekten Hugo von Wiedenfeld verheiratet.

## Auszeichnungen
- 1901: Silberne Gesellschafts-Medaille der Gesellschaft der Musikfreunde in Wien
- 1925: Berufstitel Professor